# WNL
WNL, initialement abréviation de Wakker Nederland (« Les Pays-Bas réveillés »), est une association publique néerlandaise de production et de radiodiffusion audiovisuelle fondée le 16 février 2009, opérant sous l'égide de la Nederlandse Publieke Omroep (NPO).  WNL se positionne politiquement de droite.

## Histoire
WNL, de son nom complet alors Wakker Nederland, est fondé le 16 février 2009 par Sjuul Paradijs (nl), alors rédacteur en chef du journal De Telegraaf. Pour adhérer au système public de radiodiffusion pour la période de 2010 à 2015, WNL avait besoin de réunir 50 000 membres avant le 1er avril 2009. 50 000 membres sont nécessaires pour qu'une association puisse se qualifier pour avoir un statut de diffusion. En partie grâce à De Telegraaf, ce nombre de membres a été atteint à temps. Par la suite, une licence a été demandée par WNL et accordé par le Ministère de l'Éducation, de la Culture et de la Science.
WNL diffuse sa première émission le 6 septembre 2010 sur la chaîne Nederland 1.

## Identité visuelle

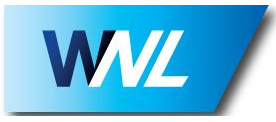
Logo de WNL de 2009 à 2011
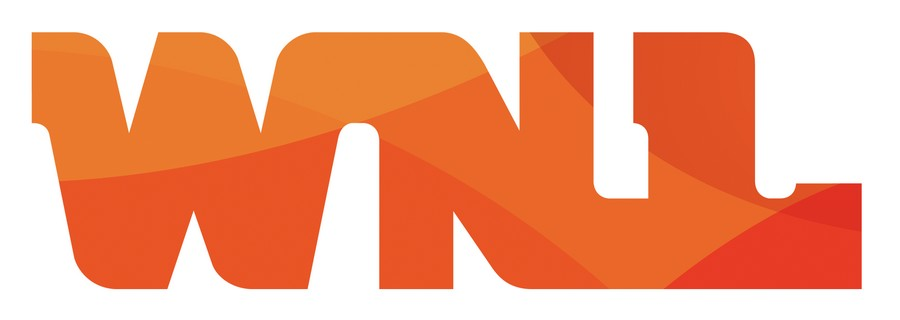
Logo de WNL de 2011 à 2017
Logo de WNL depuis 2017

## Programmes
Les divers programmes de WNL sont diffusés sur les chaînes de télévision NPO 1, NPO 2 et NPO 3 et les stations de radio NPO Radio 1 et NPO Radio 2 du Nederlandse Publieke Omroep. Elle produit généralement des programmes matinaux. Par exemple, WNL diffuse la matinale Goedemorgen Nederland sur NPO 1 chaque matin. Elle est également responsable de la diffusion du talk-show Op1 un soir par semaine.

### Télévision
- De zaak van je leven (NPO 2) : depuis 2016
- Doden liegen niet (NPO 1) : depuis 2016
- Dans l'œil du dragon (NPO 1) : depuis 2020
- Goedemorgen Nederland (NPO 1) : depuis 2015
- Haagse Lobby (NPO 2) : depuis 2016
- Hufterproef (NPO 3) : depuis 2015
- Misdaadcollege (NPO 1) : depuis 2019
- Op1 (NPO 1) : depuis 2020
- Stand van Nederland (NPO 2) : depuis 2018
- WNL op Zondag (NPO 1) : depuis 2011
- WNL Opiniemakers (NPO 2) : depuis 2015

### Radio
- Haagse Lobby (NPO Radio 1) : depuis 2016
- 't Wordt nu laat (NPO Radio 2) : depuis 2016
- WNL Opiniemakers (NPO Radio 1) : depuis 2015
- WNL op Zaterdag (NPO Radio 1) : depuis 2014

#### Podcast
- Cokevissers (NPO Radio 1) : depuis 2020